# Dolní Jelení
Dolní Jelení je vesnice, část města Horní Jelení v okrese Pardubice. Nachází se asi 1,5 km na východ od Horního Jelení. V roce 2009 zde bylo evidováno 59 adres. V roce 2001 zde trvale žilo 118 obyvatel.
Dolní Jelení je také název katastrálního území o rozloze 14,86 km2. V katastrálním území Dolní Jelení leží i Rousínov.

## Historie
První písemná zmínka o obci pochází z roku 1472. Nejstarší zápis v pozemkové knize uložené ve Státním oblastním archivu v Zámrsku o prodeji chalupy v Rousínově je z roku 1628, kdy v pondělí po sv. Martinu rychtář a konšelé prodali Matěji Moravcovi za 45 zlatých chalupu po Šimonovi Pětibokým. Dále se zápisy zmiňují, že v roce 1672 existoval za Rousínovem „Pecní mlýn“, kde se pálila kolomaz. Od tohoto jména získaly název i rybníky Malý a Velký Pecák.
Dolní Jelení bylo až do 1960 samostatnou obcí s názvem Dolní Jelení. Do roku 1921 k ní patřila i obec Malá Čermná nad Orlicí se samotami Rybárna a Robotířka. Obec Malá Čermná leží na levém břehu řeky Orlice. Dnešní železniční stanice Čermná nad Orlicí na trati Choceň – Týniště – Meziměstí se původně jmenovala Korunka – Jelení, jelikož byla na katastru Dolního Jelení. V letech 1896 až 1921 byl používán název Čermná – Jelení. Při stavbě této železniční trati v r. 1871 byly poblíž stanice nalezeny popelnice z mladší doby lužické kultury.

## Pamětihodnosti
- Socha sv. Jana Nepomuckého
- Kaplička na návsi
- Kamenný kříž na návsi z roku 1825.
- Pomník Josefa Rejchla v blízkosti Oboreckého rybníka. V místech tragického pádu letadla 9. 8. 1937 při cvičném letu.
- Sbor dobrovolných hasičů v Dolním Jelení založen r. 1922.

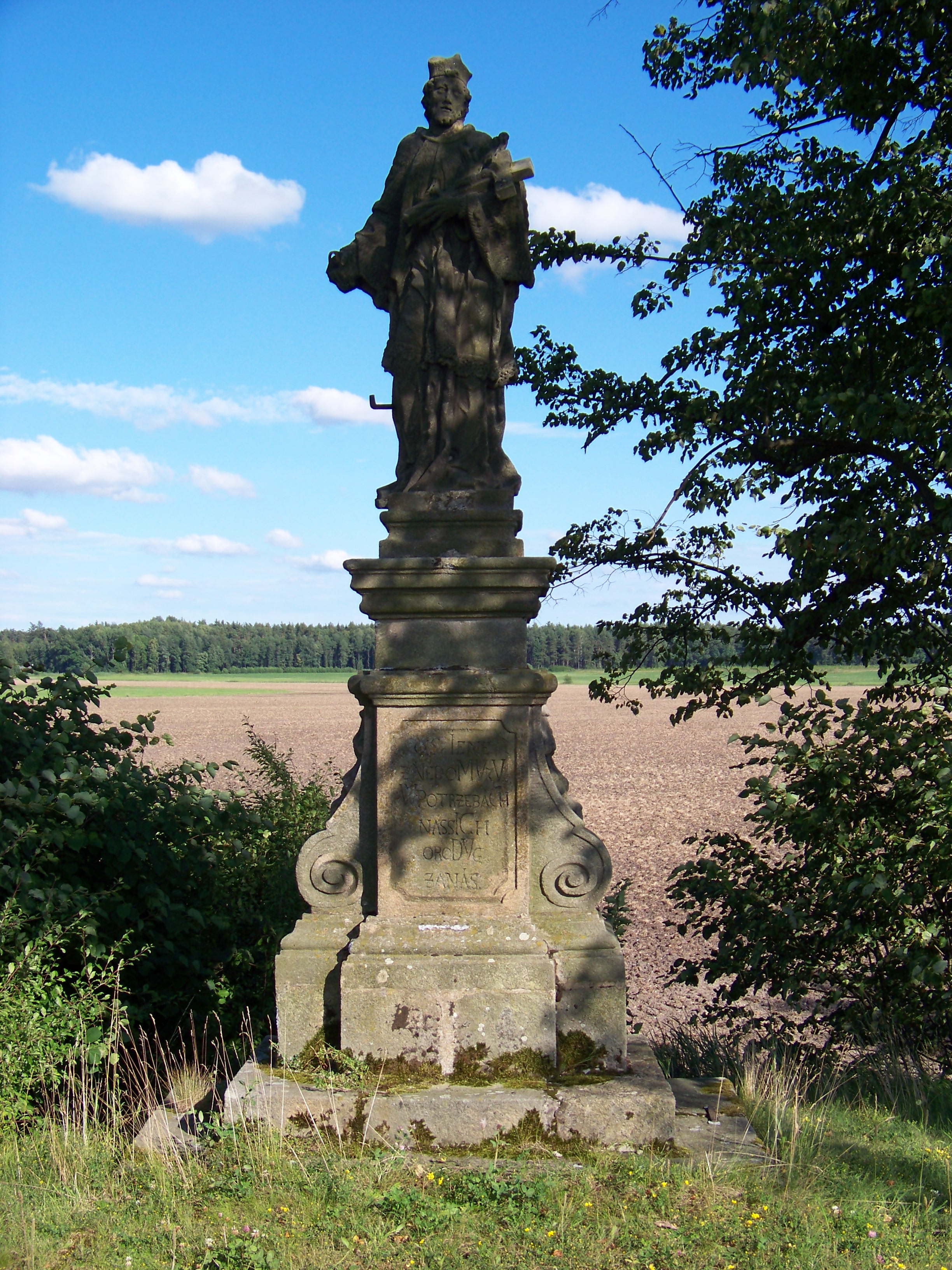
Socha svatého Jana Nepomuckého
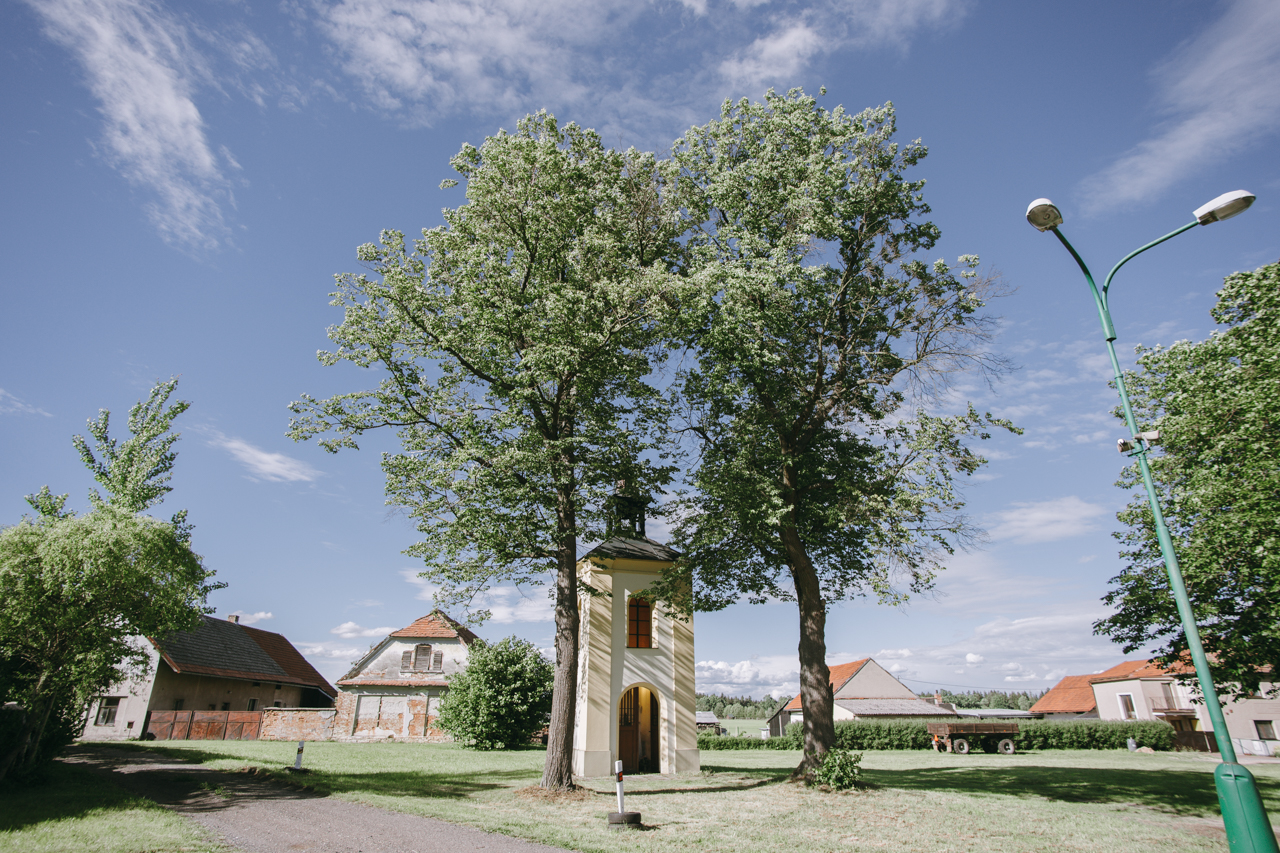
Kaplička na Dolním Jelení
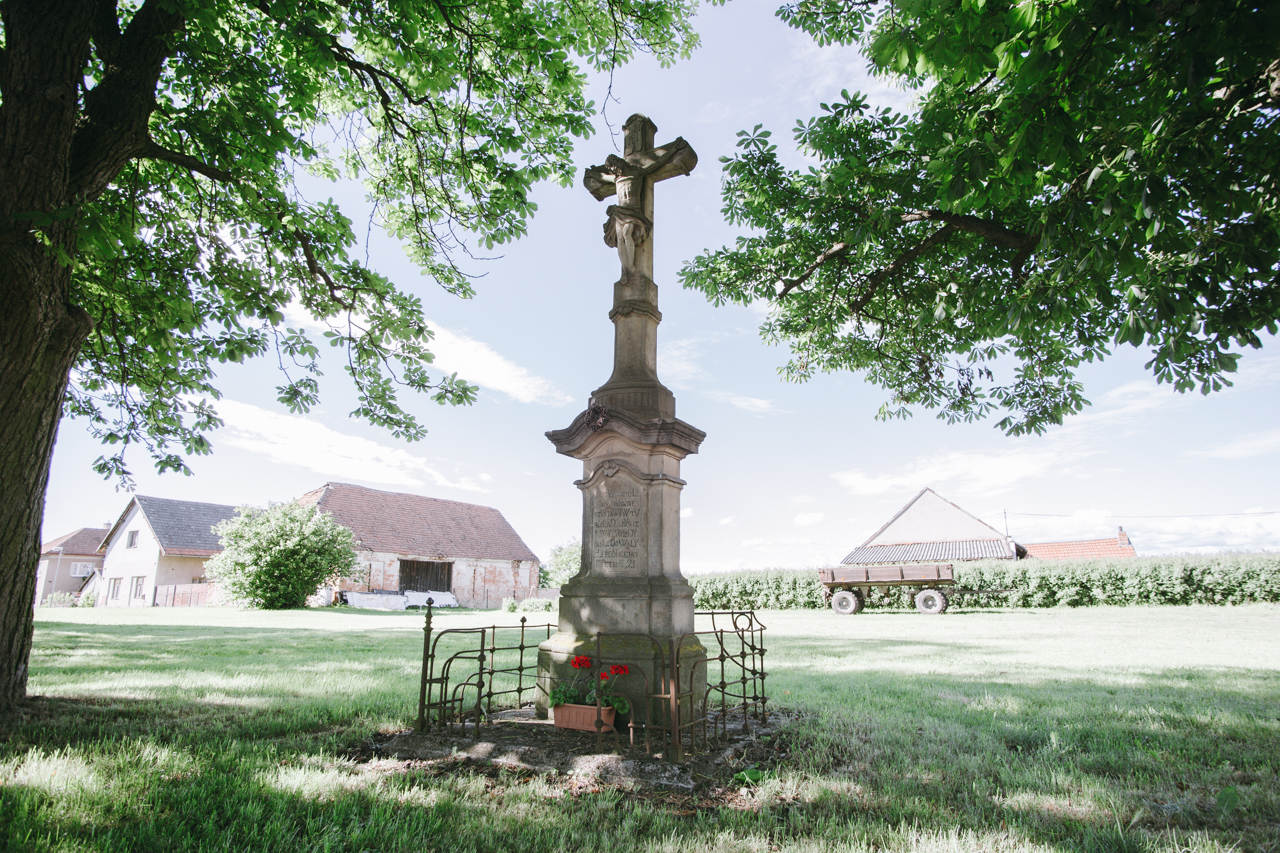
Kamenný kříž na návsi Dolního Jelení
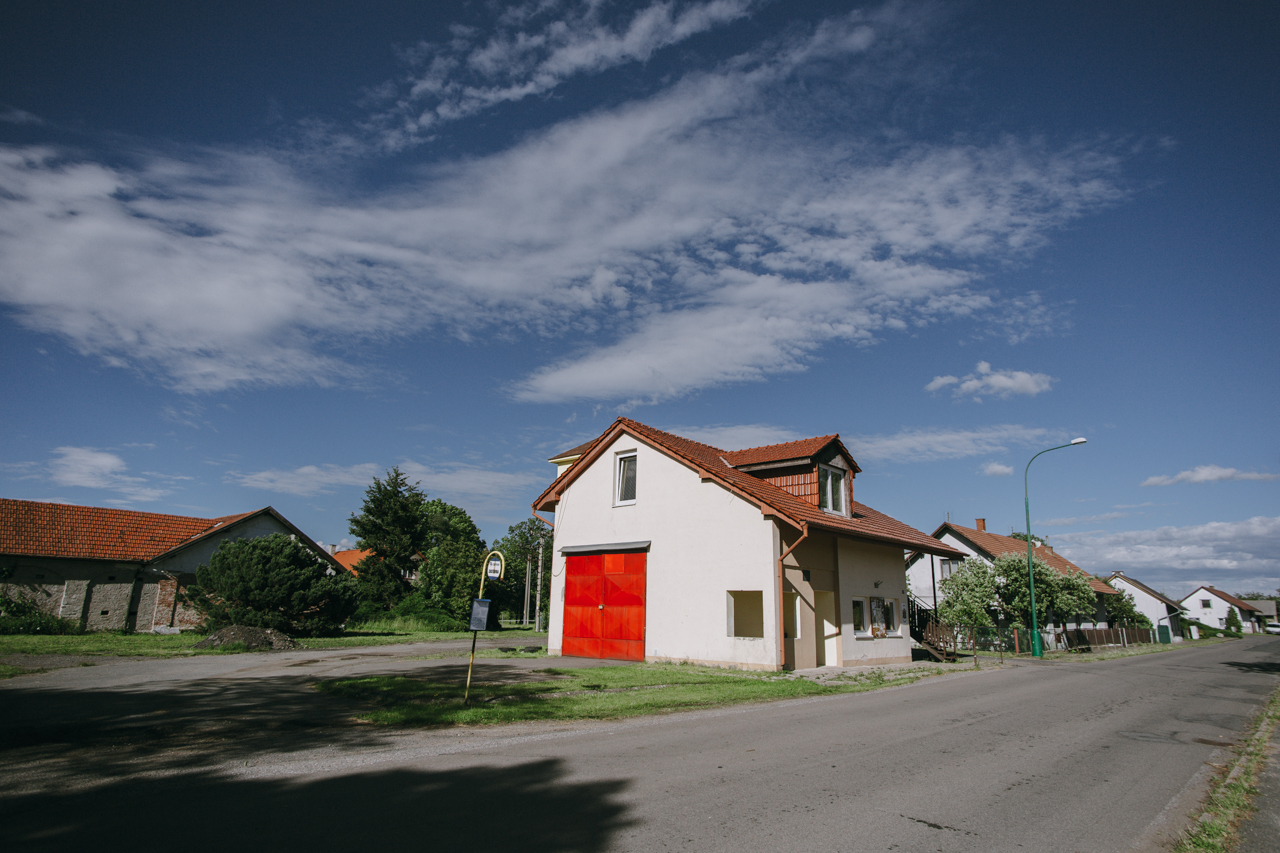
Hasičárna na Dolním Jelen
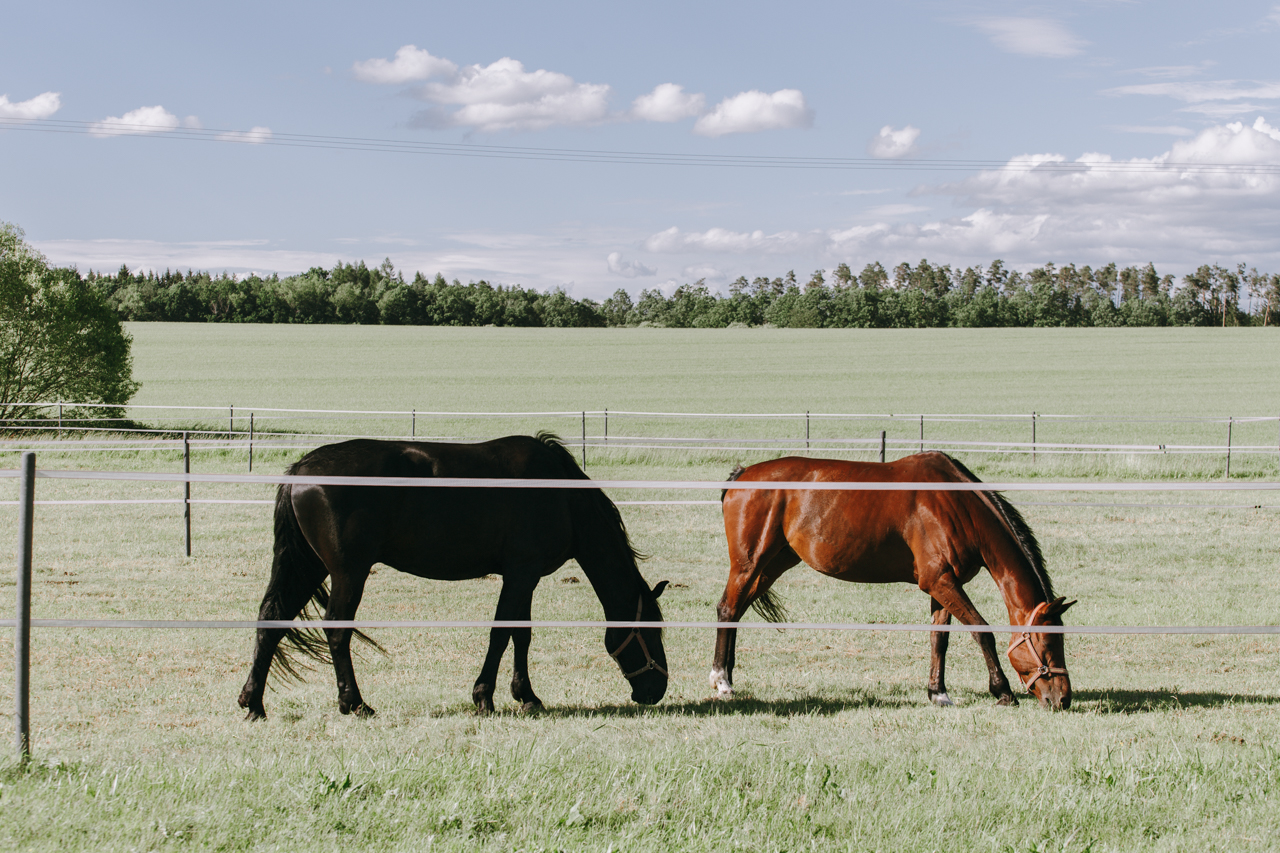
Koně na Dolním Jelení